# Полянская Дача
Полянская Дача — посёлок в Верховском районе Орловской области. Входит в состав Васильевского сельского поселения. Население — 4 чел. (2010).

## География
Полянская Дача находится в северо-восточной части области на Среднерусской возвышенности.
Часовой пояс
посёлок Полянская Дача, как и вся Орловская область, находится в часовой зоне МСК (московское время). Смещение применяемого времени относительно UTC составляет +3:00.

## Население
| 2010 |
| ---- |
| 4    |

Национальный состав
Согласно результатам переписи 2002 года, в национальной структуре населения русские составляли 100 % от общей численности населения в 7 жителей.

## Инфраструктура
Личное подсобное хозяйство.

## Транспорт
Просёлочные дороги. Одна выходит на автодорогу областного значения Верховье — Ливны.
Ближайшая железнодорожная станция — Скарятино на линии Орёл — Мармыжи находится в селе Скорятино.